# Banquo

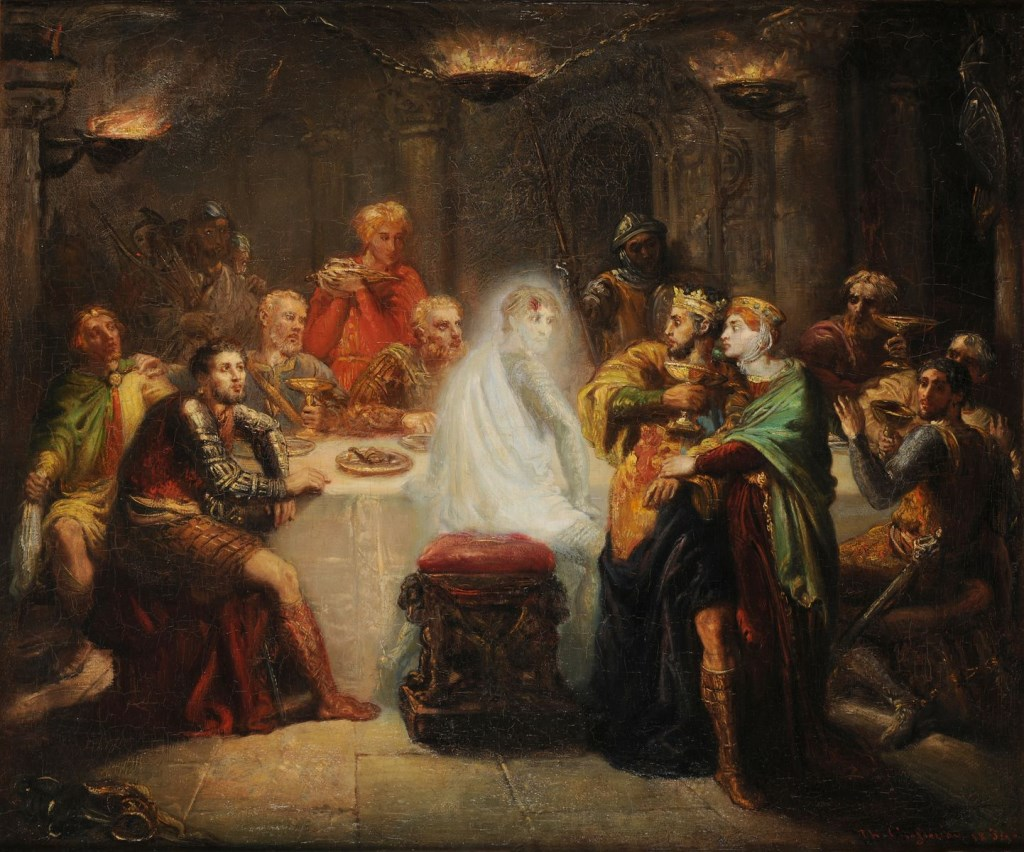
Macbeth erblickt Banquos Geist. Gemälde von Théodore Chassériau (1855).

Banquo (auch Banco) ist eine Hauptfigur in William Shakespeares Drama Macbeth.
Er ist Thane von Lochaber und Heerführer des schottischen Königs Duncan I.
In dem Stück wird ihm und Macbeth von Hexen die Zukunft prophezeit. Macbeth soll König werden, obwohl der König und seine beiden Söhne noch leben. Banquo jedoch sei der Ahnherr des künftigen Königsgeschlechts. Macbeth, von diesen Weissagungen verleitet, beschließt, der Erfüllung der Prophezeiungen nachzuhelfen, indem er den König ermorden lässt und dessen Söhne des Mordes beschuldigt. Danach lässt er auch Banquo aus dem Weg räumen, dessen Sohn Fleance kann jedoch nach England entkommen.
Bei der Krönungsfeier in Anwesenheit von vielen Vertretern des Adels erscheint der Geist Banquos. Er kann jedoch nur von Macbeth wahrgenommen werden. Die merkwürdigen Reaktionen des neuen Königs lenken den Verdacht des Adels auf ihn. Das Fest muss abgebrochen werden.
Die Prophezeiung, dass Banquos Nachkommen Könige würden, war den Theaterbesuchern im frühen 17. Jahrhundert vertraut und beruhte auf dem zeitgenössischen Glauben, dass die königliche Familie Stuart, zu der der regierende König Jakob I. von England (gleichzeitig Jakob VI von Schottland) gehörte, von dieser Linie abstammte. Entsprechendes findet sich in der damals populären Chronik des Raphael Holinshed, die Shakespeare als Grundlage vieler seiner Stücke benutzte.
Im gesamten Stück wird Banquo als das beschrieben, was in Shakespeares Jahrhundert als ehrenvoll betrachtet worden ist. Es wird oft angenommen, dass Shakespeare mit der positiven Umschreibung Banquos dem regierenden König schmeicheln wollte. Trotzdem bleibt fraglich, warum Banquo, der bei der Prophezeiung dabei war, nicht rechtzeitig einen Verdacht gegen den Königsmörder Macbeth ausgesprochen hat.
Tatsächlich ist nichts darüber bekannt, ob es einen historisch nachweisbaren Banquo wirklich gegeben hat. Die Stuarts stammen, wie Forschungen des 19. Jahrhunderts nahelegen, nicht ursprünglich aus Schottland, sondern aus der Bretagne.